# اقتصاد ليبيريا
يُعد اقتصاد ليبيريا متأخرًا جدًا، ويرجع ذلك بشكل كبير إلى الحرب الأهلية الليبيرية الأولى بين عامي 1989-1996. تُعتبر ليبيريا واحدة من أفقر البلدان وأقلها نموًا في العالم.
حتى عام 1979، كان اقتصاد ليبيريا من بين أكثر الاقتصادات تطورًا وأسرعها نموًا في أفريقيا جنوب الصحراء الكبرى (أو أفريقيا السوداء)، لكن بعد الانقلاب الذي حدث عام 1980، تدهور الاقتصاد، وأسفرت الحرب الأهلية عن دمار جزء كبير من الاقتصاد والبنية التحتية لليبيريا، لا سيما البُنى التحتية في العاصمة مونروفيا وما حولها. أدت الحرب أيضًا إلى هجرة الأدمغة وخسارة رأس المال، إذ أسفرت الحرب الأهلية عن الإطاحة بالأقلية الأمريكية الليبيرية التي حكمت البلاد. عاد بعضهم منذ عام 1997، إلا أن الكثير منهم لم يعُد.
تتمتع ليبيريا بوفرة المياه، والموارد المعدنية، والغابات، والمناخ الملائم للزراعة، ولكنها في المقابل فقيرة بالأيدي العاملة البشرية، والبنى التحتية، والاستقرار، ومع ذلك، تتمتع ليبيريا بسمات نموذجية إلى حد ما بالنسبة لاقتصادات دول أفريقيا السوداء؛ يعتمد معظم السكان على زراعة الكفاف، في حين تهيمن الصادرات على السلع الأولية مثل المطاط والحديد الخام. أما الصناعة المحلية، إنْ وجدت، فتعود ملكيتها بشكل رئيسي للشركات الأجنبية.
ورثَت الحكومة المنتخبة ديمقراطيًا، والتي تشكلت في أغسطس عام 1997، ديونًا دولية ضخمة، وتعتمد حاليًا على الإيرادات من سجلها البحري لتوفير الجزء الأكبر من أرباحها من العملات الأجنبية. تعتمد إعادة إعمار البنية التحتية وزيادة الدخل في هذا الاقتصاد المدمر على تنفيذ سياسات الاقتصاد الكلي والجزئي السليمة للحكومة الجديدة، من ضمنها تشجيع الاستثمار الأجنبي.

## التاريخ الاقتصادي
في عام 1926، منحت الحكومة الليبيرية شركة فايرستون تاير الحق في استئجار مليون فدان من الأراضي مدة 99 عامًا بكلفة 6 سنتات لكل فدان. شرعت بدورها شركة فايرستون بإنشاء مزارع أشجار المطاط في البلاد من شجرة المطاط الأمريكية الجنوبية غير الأصلية هيفيا برازيليا. بحلول خمسينيات القرن الماضي، كانت الشركة المذكورة أكبر رب عمل ليبيري خاص وأيضًا أكبر مُصدّر للبلاد. في الوقت الحالي، تعد مزرعة فايرستون للمطاط في ليبيريا أكبر مزرعة مجاورة لإنتاج المطاط في العالم، تديرها شركة فايرستون (أصبحت الآن بريدجستون)، وهي فرع من شركة فايرستون للمطاط الطبيعي.
اعتمد الاقتصاد الليبيري بشكل كبير على تعدين الحديد الخام قبل الحرب الأهلية. كانت ليبيريا مصدرًا رئيسيًا للحديد الخام في السوق العالمية. في سبعينيات القرن الماضي وثمانينياته، شكّل تعدين الحديد أكثر من نصف إيرادات الصادرات الليبيرية. منذ انقلاب عام 1980، تباطأ معدل النمو الاقتصادي في البلاد بسبب انخفاض الطلب على الحديد الخام في السوق العالمية والاضطرابات السياسية في ليبيريا.

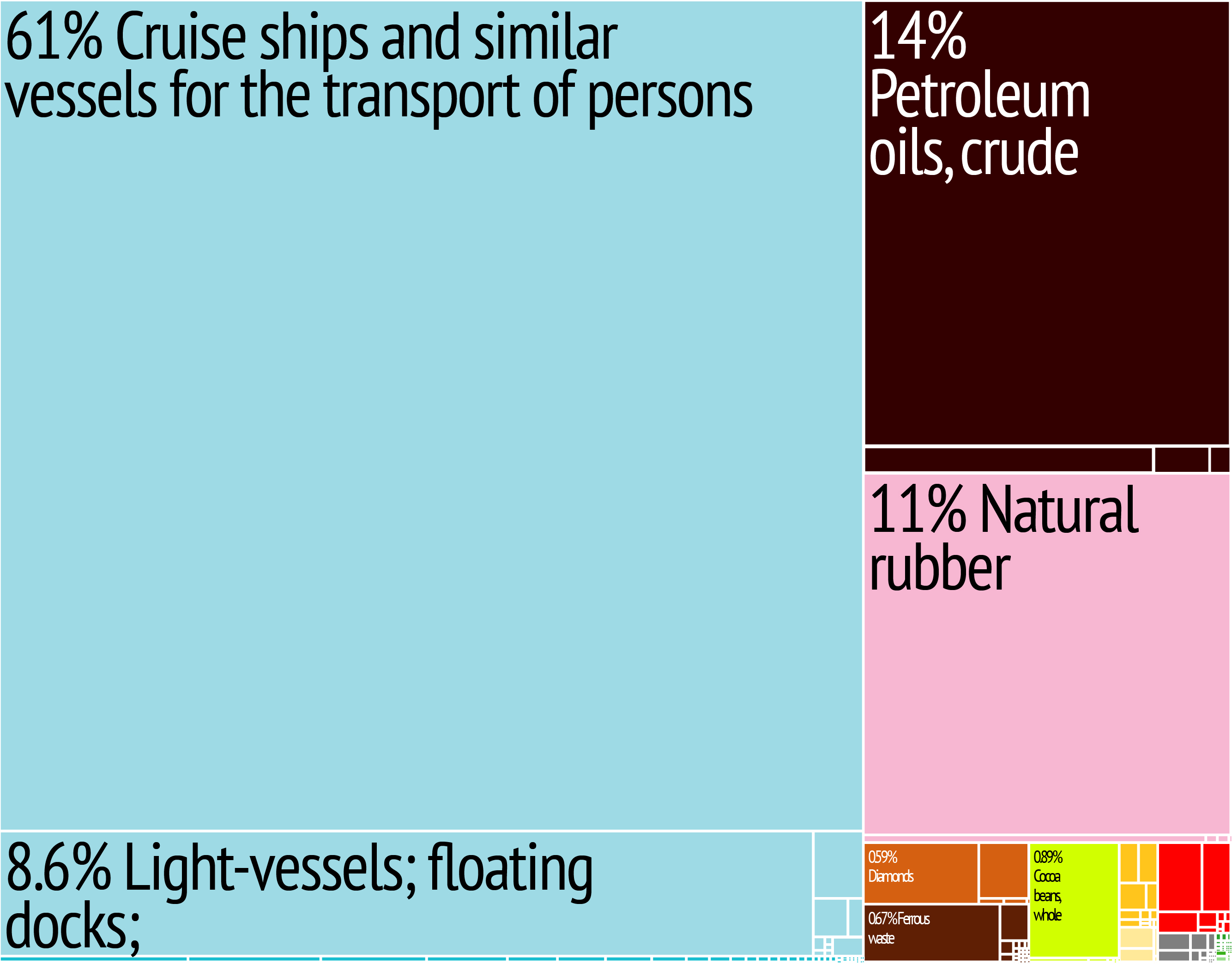
تمثي نسبي لصادرات ليبيريا

بعد ذروة النمو في عام 1979، بدأ الاقتصاد الليبيري بالانخفاض المُطّرد بسبب سوء الإدارة الاقتصادية التي تلت انقلاب عام 1980. تسارع هذا الانخفاض مع اندلاع الحرب الأهلية في عام 1989، إذ انخفض الناتج المحلي الإجمالي بنسبة 90% بين عامي 1989 و1995، ويُعد هذا الانخفاض من الانخفاضات الأسرع في التاريخ.
فرضت الأمم المتحدة عقوبات على ليبيريا في مايو عام 2001 بسبب دعمها متمردي الجبهة الثورية المتحدة في سيراليون المجاورة. رُفعت هذه العقوبات بعد الانتخابات في عام 2005.
مع نهاية الحرب في عام 2003، بدأ نمو الناتج المحلي الإجمالي بالتسارع، ليبلغ 9.4% في عام 2007. أدت الأزمة المالية العالمية إلى تباطؤ نمو الناتج المحلي الإجمالي إلى 4.6% في عام 2009، رغم أن تعزيز القطاع الزراعي بواسطة صادرات المطاط والأخشاب زاد النمو إلى 5.1% في عام 2010، ومن المتوقع أن يصل إلى 7.3% في عام 2011، ما جعل من الاقتصاد الليبيري واحدًا من أسرع 20 اقتصادًا نموًا في العالم.
في مارس عام 2010، موّل بوب جونسون، مؤسس تلفزيون تسلية السود (بي إي تي)، أول فندق أنشئ في ليبيريا منذ 20 عام. بُني المنتجع الفاخر الذي تبلغ مساحته 13 فدانًا (53,000 متر مربع) في قطاع باينزفيل في مونروفيا.